# Positive (EP)
Positive es el sexto miniálbum del grupo surcoreano Pentagon. Fue lanzado el 2 de abril de 2018 por Cube Entertainment. El álbum consta de seis pistas, con el tema principal "Shine".

## Rendimiento comercial
El EP debutó en el puesto N°7 en el Gaon Chart en abril de 2018, y luego fue situado en el puesto N°6 al mes siguiente.

## Canciones
| N.º | Título                                  | Letras                                     | Música                 | Duración |  |
| 1.  | «Off Road»                              | Kino, E'Dawn, Yuto, Wooseok                | Kino, Kang Dong Ha     | 3:45     |  |
| 2.  | «Shine» (빛나리: bitnari)               | E'Dawn, Hui, Yuto, Wooseok                 | Flow Blow, Hui, E'Dawn | 3:18     |  |
| 3.  | «Think About You» (생각해: saenggakhae) | Jinho, Kang Dong Ha, E'Dawn, Yuto, Wooseok | Kang Dong Ha, Jinho    | 3:41     |  |
| 4.  | «Do It For Fun» (재밌겠다: jaemitgetta) | E'Dawn, Yuto, Wooseok                      | E'Dawn, Kang Dong Ha   | 3:10     |  |

## Posicionamiento
| Listas(2018)               | Posición |
| -------------------------- | -------- |
| South Korean Albums (Gaon) | 6        |